# Sejad Halilović
Sejad Halilović (ur. 16 marca 1969 w Doboju) – bośniacki piłkarz występujący na pozycji pomocnika.

## Kariera klubowa
Halilović zawodową karierę rozpoczynał w 1990 roku w jugosłowiańskim Dinamo Vinkovci. W 1991 roku klub ten zmienił nazwę na HNK Cibalia i rozpoczął starty w Prva HNL. W 1992 roku odszedł do innego zespołu tej ligi, Croatii Zagrzeb. W 1993 roku zdobył z nim mistrzostwo Chorwacji oraz Puchar Chorwacji.
W 1995 roku Halilović przeszedł do hiszpańskiego Realu Valladolid z Primera División. Przez rok rozegrał tam 17 spotkań. W 1996 roku odszedł do izraelskiego Hapoelu Beer Szewa. Po roku spędzonym w tym klubie, wyjechał do Turcji. Występował tam w pierwszoligowych drużynach Karabükspor oraz Altay SK.
W 2000 roku Halilović wrócił do Hapoel Beer Szewa. Po pół roku trafił do Chorwacji, gdzie został graczem klubu NK Osijek. Następnie grał w izraelskim zespole Hapoel Ironi Riszon le-Cijjon, chorwackim HNK Rijeka oraz słoweńskich NK Ljubljana i ND Mura 05. W 2004 roku zakończył karierę.

## Kariera reprezentacyjna
17 sierpnia 1994 roku w wygranym 4:0 towarzyskim pojedynku z Izraelem Halilović zaliczył swój jedyny występ w reprezentacji Chorwacji.
W 1996 roku zdecydował się na grę w reprezentacji Bośni i Hercegowiny. Zadebiutował w niej 8 października 1996 roku w przegranym 1:4 meczu eliminacji Mistrzostw Świata 1998 z Chorwacją. W latach 1996–2000 w drużynie narodowej rozegrał łącznie 15 spotkań.